# Ernest Akouassaga
Ernest Akouassaga (Leconi, 16 de setembro de 1985) é um futebolista profissional gabonense que atua como defensor.

## Carreira
Ernest Akouassaga fez parte do elenco da Seleção Gabonense de Futebol na Campeonato Africano das Nações de 2010.